# Türk Yıldızları
Türk Yıldızları (ang. Turkish Stars, pol. Tureckie Gwiazdy)– zespół akrobacyjny Tureckich Sił Powietrznych powstały 7 listopada 1992 w Bazie Wojskowej tureckiego lotnictwa wojskowego w Konyi.
Od początku istnienia zespół wykorzystuje, podobnie jak szwajcarski Patrouille Suisse, amerykańskiej produkcji samoloty Northrop F-5 Freedom Fighter oraz, do celów transportowych, samoloty: Lockheed C-130 Hercules i Transall C-160, oba pomalowane są w barwy zespołu.
Tureckie Gwiazdy szczycą się rekordem liczby widzów na swoim pokazie: w Baku ich występ oglądało milion ludzi.

## Samoloty

### Samoloty akrobacyjne
- od 1992: Northrop F-5 Freedom Fighter

### Samoloty transportowe
- 1992–2008: Lockheed C-130 Hercules
- od 2008: Transall C-160

## Wypadek
13 marca 2012, podczas lotu treningowego, doszło do katastrofy samolotu Northrop F-5 Freedom Fighter pilotowanego przez kpt. Ümita Özera. Maszyna zderzyła się z ziemią w odległości ok. 2km od bazy, a pilot poniósł śmierć na miejscu.

## Turkish Stars w Polsce
13 i 14 czerwca 2015 roku Turkish Stars pojawił się na międzynarodowych pokazach lotniczych AeroFestival 2015 w Poznaniu.

## Galeria

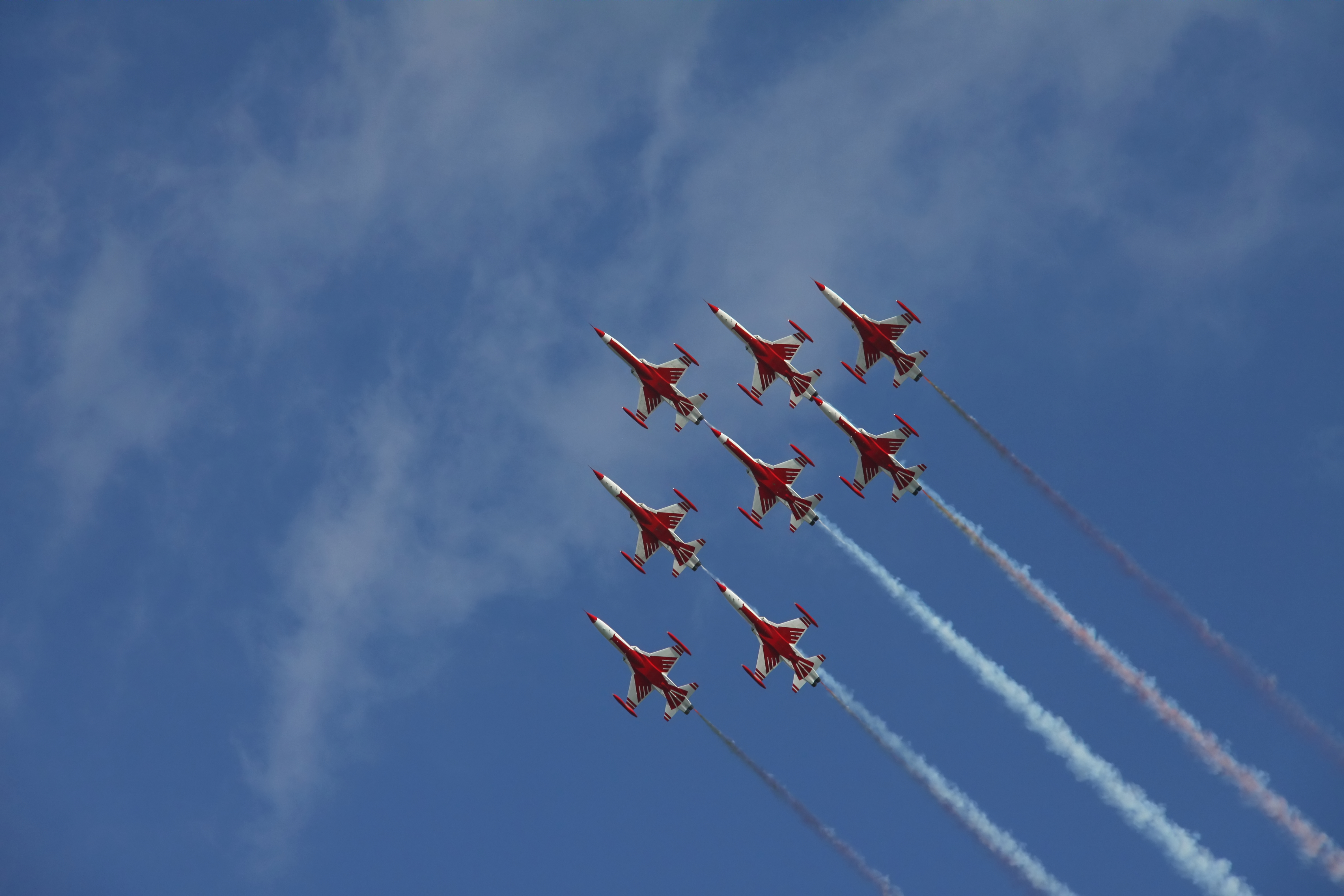
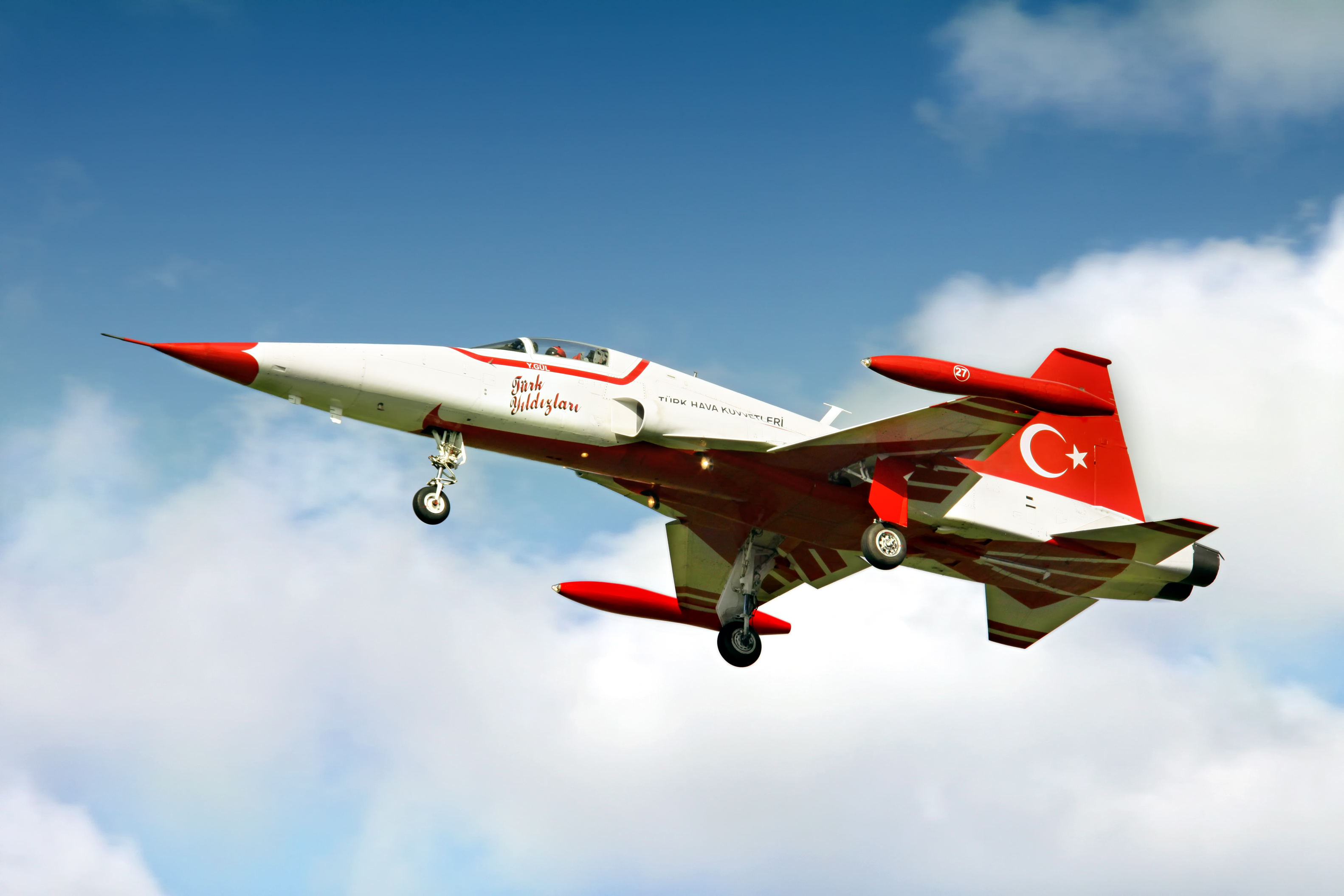
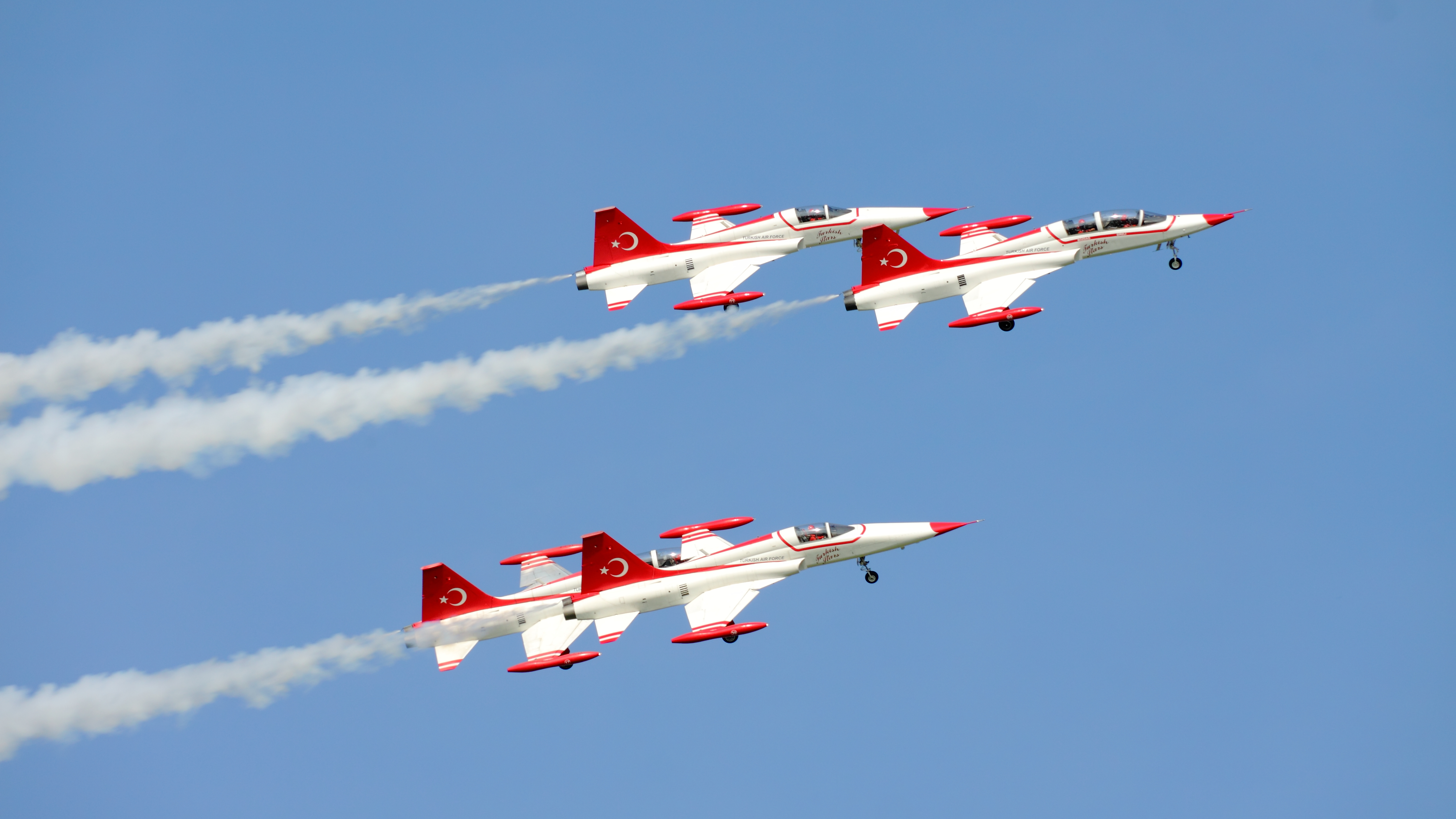
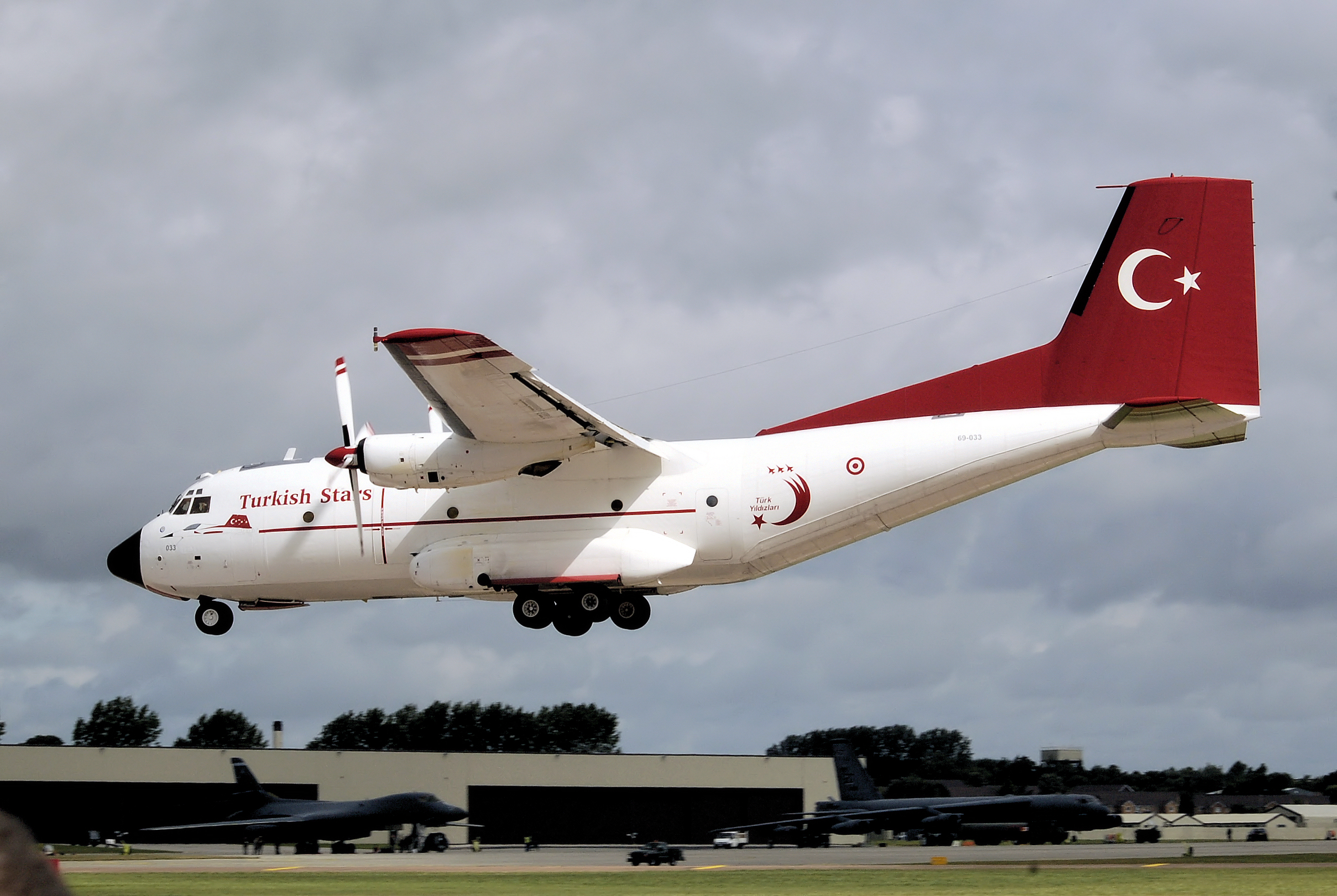
Transall C-160 w barwach Turkish Stars